# Hannah Davis
Hannah Davis (ur. 11 sierpnia 1985 w Adelaide) – australijska kajakarka, brązowa medalistka olimpijska, brązowa medalistka mistrzostw świata.

## Kariera sportowa
Brązowa medalistka igrzysk olimpijskich w Pekinie w 2008 roku w konkurencji K-4 na 500 m (razem z Lisa Oldenhof, Chantal Meek i Lyndsie Fogarty) i zdobywczyni szóstego miejsca podczas tych igrzysk w K-2 na 500 m.
Jest brązową medalistką mistrzostw świata w konkurencji kajaków na dystansie 200 m w K-2 z 2011 roku.